# 진 로스

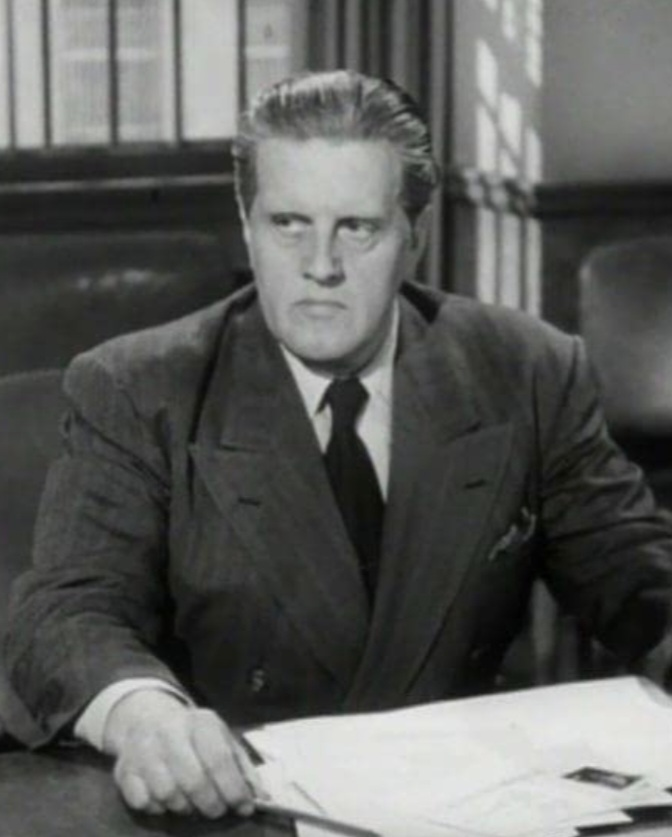

진 로스(Gene Roth, 1903년 1월 8일 ~ 1976년 7월 19일)는 미국의 배우, 영화배우, 텔레비전 배우이다.
사우스다코타주에서 태어났으며 로스앤젤레스에서 사망하였다. 사인은 교통사고이다.

## 영화
- 베드타임 스토리 (1964년)
- 첩보원 0011 (1964년)
- 아다 (1961년)
- 아틀란티스, 사라진 땅 (1961년)
- 추격 (1959년)
- 거대 거머리의 습격 (1959년)
- 고스트 오브 조로 (1959년)
- 거미(영어판) (1958년)
- 서부의 파라딘 (1957년)
- 제시 제임스 스토리 (1957년)
- 샤이안 (1955년)
- 주피터의 애인 (1955년)
- 포트 오브 헬 (1954년)
- 클라이막스! - 카지노 로얄 (1954년)
- 프린스 밸리언트 (1954년)
- 더 파머 테이크 어 와이프 (1953년)
- 카운트 더 아워스 (1953년)
- 캘러미티 제인 (1953년)
- 돌아온 돈 데어데블 (1951년)
- 레몬 드롭 키드 (1951년)
- 딕 트레이시 - 1950년 시리즈 (1950년)
- 호다운 (1950년)
- 고스트 오브 조로 (1949년)
- 론 레인저 - 49년 시리즈 (1949년)
- 어 소던 양키 (1948년)
- 슈퍼맨 - 48년작 (1948년)
- 잔인한 힘 (1947년)
- 블랙 위도우 (1947년)
- 악몽의 골목 (1947년)
- 기이한 환영 (1945년)
- 죽음의 게임 (1945년)
- 멜로디 랜치 (1940년)